# Manga Taishō

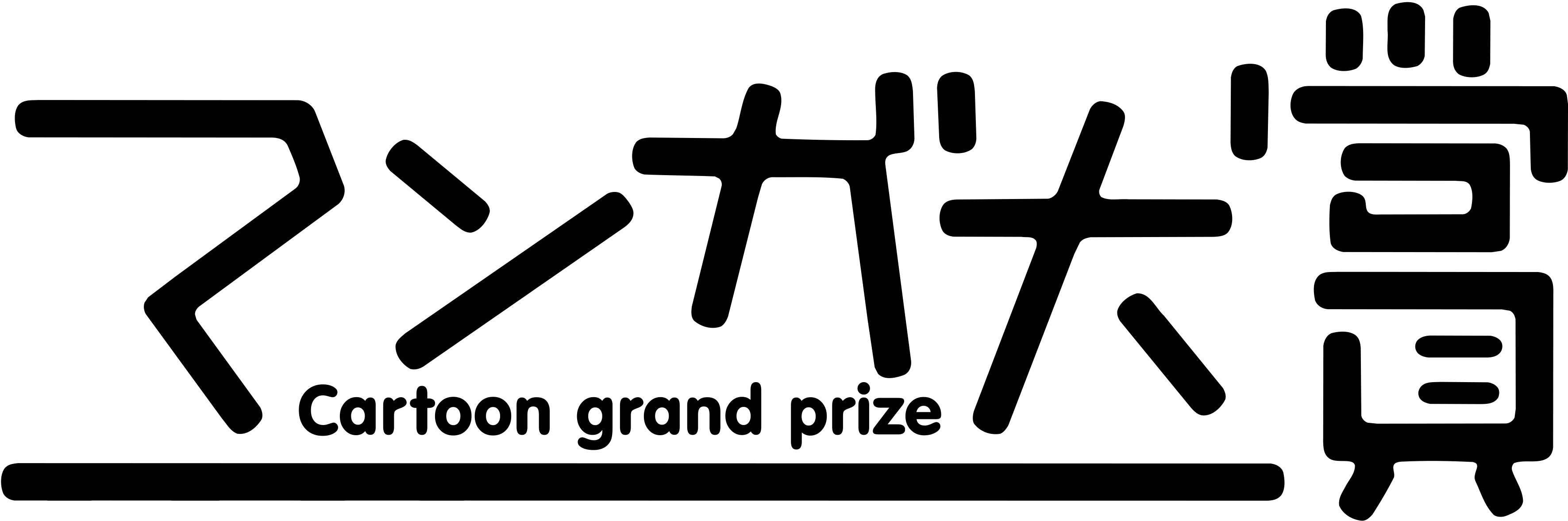

El premi Manga Taishō (マンガ大賞) és un premi de manga annual. El premi està limitat a sèries amb vuit o menys volums publicats, amb l'objectiu de promoure noves obres. Cada membre del comitè de nominacions, compost de llibreters, vota inicialment cinc títols i els deu títols amb més nominacions esdevenen els nominats de l'any. Una segunda ronda de votacions estableix el guanyador, així com els dos finalistes.

## Guanyadors i nominats
| Any  | Guanyador                                  | Altres nominats | Notes                                                           |
| ---- | ------------------------------------------ | --- | --------------------------------------------------------------- |
| 2008 | Gaku: Minna no Yama, de Shinichi Ishizuka  | - Yotsuba&!, de Kiyohiko Azuma (segon lloc) - Umimachi Diary 1: Semishigure no Yamugoro, de Akimi Yoshida (tercer lloc) - Ōoku: The Inner Chambers, de Fumi Yoshinaga - Kinō Nani Tabeta?, de Fumi Yoshinaga - Kimi ni Todoke, de Karuho Shiina - Imperial Guards, de Daisuke Satō and Yu Ito - Tomehane! Suzuri Kōkō Shodōbu, de Katsutoshi Kawai - Natsume's Book of Friends, de Yuki Midorikawa - Himawari: Kenichi Legend, de Akiko Higashimura - Flower of Life, de Fumi Yoshinaga - Moyashimon, de Masayuki Ishikawa                               | En l'edició innaugural del premi, dotze mangues foren nominats. |
| 2009 | Chihayafuru, de Yuki Suetsugu              | - Uchuu Kyoudai, de Chūya Koyama - Sangatsu no Raion, de Chika Umino - Shinya Shokudō, de Yarō Abe - Seishun Shōnen Magazine 1978-1983, de Makoto Kobayashi - Seinto Oniisan, de Hikaru Nakamura - Tomehane! Suzuri Kōkō Shodōbu, de Katsutoshi Kawai - Toriko, de Mitsutoshi Shimabukuro - Mama wa Tenparist, de Akiko Higashimura - Yondemasuyo, Azazel-san, de Kubo Yasuhisa | En la segona edició, deu mangues foren nominats.                |
| 2010 | Thermae Romae, de Mari Yamazaki            | - I Am a Hero, de Kengo Hanazawa - Aoi Honoo, de Kazuhiko Shimamoto - Uchuu Kyoudai, de Chūya Koyama - Otoko no Isshō, de Keiko Nishi - Kuragehime, de Akiko Higashimura - Kōkō Kyūji Zawa-san, de Eriko Mishima - Bakuman, de Tsugumi Ohba and Takeshi Obata - Mushi to Uta: Ichikawa Haruko Sakuhin-Shū, de Haruko Ichikawa - Moteki, de Mitsurou Kubo | En la tercera edició, deu mangues foren nominats.               |
| 2011 | March Comes in Like a Lion, de Chika Umino | - I Am a Hero, de Kengo Hanazawa - Otoyomegatari, de Kaoru Mori - Omo ni Naitemasu, de Akiko Higashimura - Kokkoku, de Seita Horio - Sayonara mo Iwazu ni, de Kentarō Ueno - Saru, de Daisuke Igarashi - Shitsuren Shokoratie, de Setona Mizushiro - Shingeki no Kyojin, de Hajime Isayama - Dorifutāzu, de Kouta Hirano - Don't Cry Girl, de Tomoko Yamashita - Hana no Zubora-Meshi, de Masayuki Kusumi and Etsuko Mizusawa - Mashiro no Oto, de Marimo Ragawa                                                                                         | En la quarta edició, tretze mangues foren nominats.             |
| 2012 | Gin no Saji, de Hiromu Arakawa             | - I Am a Hero, de Kengo Hanazawa - Aku no Hana, de Shūzō Oshimi - Gurazeni, de Yūji Moritaka and Keiji Adachi - Getenrou, de Masakazu Ishiguro - Shigatsu wa Kimi no Uso, de Naoshi Arakawa - Shōwa Genroku Rakugo Shinjū, de Haruko Kumota - Giga Tokyo Toy Box, de Ume - Takasugi-san-chi no O-Bentou, de Nozomi Yanahara - Tonari no Seki-kun, de Takuma Morishige - Dorifutāzu, de Kouta Hirano - 25-ji no Bakansu, de Haruko Ichikawa - Nobunaga Concerto, de Ayumi Ishii - Hibi Rock, de Katsumasa Enokiya - Hōzuki no Reitetsu, de Natsumi Eguchi | En la cinquena edició, quinze mangues foren nominats.           |
| 2013 | Umimachi Diary, de Akimi Yoshida           | - Ansatsu Kyōshitsu, de Yusei Matsui - Ballroom e Yōkoso, de Tomo Takeuchi - Bokura no Funka-sai, de Keigo Shinzō - Otoyomegatari, de Kaoru Mori - Hi Score Girl, de Rensuke Oshikiri - Kui Ryōko Sakuhin-shū: Seven Little Sons of the Dragon, de Ryōko Kui - Ningen Karimen-chū, de Taeko Uzugi - Ore Monogatari!!, de Kazune Kawahara and Aruko - Sanzoku Diary, de Kentarō Okamoto - Terra Formars, de Yū Sasuga and Kenichi Tachibana | En la sisena edició, onze mangues foren nominats.               |
| 2014 | Otoyomegatari, de Kaoru Mori               | - Ashizuri Suizokukan, de panpanya - Ajin, de Gamon Sakurai - Sakamoto desu ga?, de Nami Sano - Sayonara, Tama-chan, de Kazuyoshi Takeda - Jūhan Shuttai!, de Naoko Matsuda - Nanatsu no Taizai, de Nakaba Suzuki - Hikidashi ni Terrarium, de Ryōko Kui - Boku Dake ga Inai Machi, de Kei Sanbe - One-Punch Man, deOne and Yusuke Murata | En la setena edició, deu mangues foren nominats.                |
| 2015 | Kakukaku Shikajika, de Akiko Higashimura   | - Inosan, de Shin'ichi Sakamoto - Ōsama-tachi no Viking, de Sadayasu and Makoto Fukami - Kasane, de Daruma Matsuura - Gekkan Shōjo Nozaki-kun, de Izumi Tsubaki - Koe no Katachi, de Yoshitoki Ōima - Kodomo wa Wakatte Agenai, de Rettou Tajima - Dimitri Tomkins, de Fumiko Takano - Blue Giant, de Shinichi Ishizuka - Hōseki no Kuni, de Haruko Ichikawa - Ballroom e Yōkoso, de Tomo Takeuchi - Boku Dake ga Inai Machi, de Kei Sanbe - Boku no Hīrō Akademia, de Kōhei Horikoshi - Mahō Tsukai no Yome, de Kore Yamazaki                           | En la vuitena edició, catorze mangues foren nominats.           |